# Großer Nallenberg

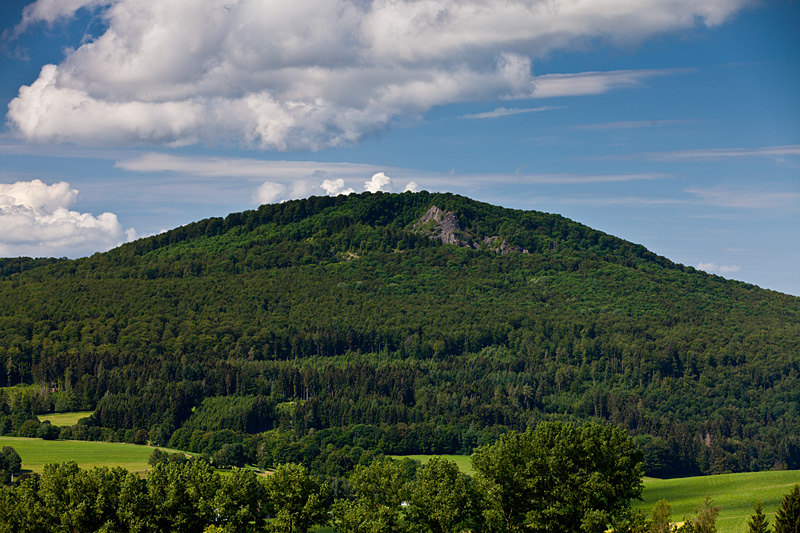
Großer Nallenberg mit Basaltsteinbruch

Der Große Nallenberg oder kurz die Große Nalle ist ein 768,3 m ü. NHN hoher Berg der Milseburger Kuppenrhön, einem Teil des Mittelgebirges Rhön. Er liegt bei Gersfeld im osthessischen Landkreis Fulda. Südlicher Nachbar ist der Kleine Nallenberg (704,1 m).

## Geographie

### Lage
Der Berg liegt im Naturpark Hessische Rhön und im Biosphärenreservat Rhön. Sein Gipfel erhebt sich – im Uhrzeigersinn betrachtet – 3 Kilometer westsüdwestlich der Kernstadt von Gersfeld, 2,6 km westnordwestlich von Sparbrod, 2,9 km nordwestlich von Rengersfeld, 2,2 km nordnordwestlich von Rommers, 3 km ostnordöstlich von Gichenbach und 2,4 km (jeweils Luftlinie) westnordwestlich von Altenfeld. Nach Norden fällt seine Landschaft in das Tal der Fulda ab, und nach Süden leitet sie über den 1 km entfernten Kleinen Nallenberg zu jenem des Fulda-Zuflusses Rommerser Wasser über. Im Übergangsbereich beider Nallenberge entspringen der nordnordostwärts strebende Fulda-Zufluss Scheibelbach und der südwestwärts zum Rommerser Wasser verlaufende Römergraben.

### Naturräumliche Zuordnung
Der Berg gehört in der naturräumlichen Haupteinheitengruppe Osthessisches Bergland (Nr. 35), in der Haupteinheit Vorder- und Kuppenrhön (mit Landrücken) (353) und in der Untereinheit Kuppenrhön (353.2) zum Naturraum Milseburger Kuppenrhön (353.21).

## Schutzgebiete
Auf dem Berg liegen Teile des Landschaftsschutzgebiets Hessische Rhön (CDDA-Nr. 378477; 1967 ausgewiesen; 410,31 km² groß) und solche des Vogelschutzgebiets Hessische Rhön (VSG-Nr. 5425-401; 360,8 km²). Bis auf die Süd- und Südwestflanke reichen Teile des Fauna-Flora-Habitat-Gebiets Hochrhön (FFH-Nr. 5525-351; 48,09 km²).

## Basaltsteinbruch
Nördlich des Gipfels befindet sich ein aufgelassener Basaltsteinbruch, der  dem Berg ein markantes Aussehen gibt. In einer Senke davor liegt ein See.

## Aussichtmöglichkeiten
Auf dem bewaldeten Berg bestehen im oberen Bereich des einstigen Steinbruchs Aussichtmöglichkeiten auf Gersfeld und zu Bergen der Umgebung wie Ebersberg (Rhön), Wachtküppel, Milseburg, Wasserkuppe, Heidelstein, Hohe Hölle, Simmelsberg, Reesberg und Mittelberg.

Aussicht vom Großen Nallenberg

## Verkehr und Wandern
Nördlich des Berges verläuft im Fuldatal zwischen Altenfeld und Gersfeld etwa in West-Ost-Richtung die Rhönbahn sowie die Bundesstraße 279, von der in Gersfeld die östlich des Kleinen Nallenbergs in Richtung Südsüdwesten nach Rommers führende Kreisstraße 66 abzweigt. Letztere verläuft von dort im Tal des Rommerser Wassers in Richtung Westnordwesten nach Gichenbach und weiter nach Schmalnau zur B 279. Zum Beispiel an diesen Straßen beginnend oder vom Bahnhof Gersfeld aus kann der Berg auf zumeist Waldwegen- und pfaden erwandert werden. Den Sattel zwischen beiden Nallenbergen überquert der Heidelsteinweg (HWO 5) des Rhönklubs. 
Der Berggipfel wird von keinen ausgewiesenen Wanderwegen berührt. Er ist nur auf steilen, unmarkierten Pfaden zu erreichen, die zum Teil mit Stahlseilen abgesichert sind.